# Dysauxes bipuncta
Dysauxes bipuncta là một loài bướm đêm thuộc phân họ Arctiinae, họ Erebidae.